# Route 246
〈Route 246〉(루트 투포티식스)는 일본의 여성 아이돌 그룹 노기자카46의 싱글곡이다. 2020년 7월 24일에 N46Div.를 통해 공개 되었다. 곡명 <Route 246>은 이 곡을 작곡한 고무로 데츠야(小室哲哉)와 인연이 깊은 국도 246호 아오야마 토오리(青山通り)를 모티브로 한 동시에, <Route to 46>으로 해석될 수 있어, <46으로의 길>, <노기자카로의 루트> 라는 의미도 가지고 있다. 
이 곡의 센터 포지션은 멤버 사이토 아스카가 담당하였다. 